# Lista över kommuner i departementet Corrèze

Departementet Corrèzes läge i Frankrike.

Detta är en lista över de 286 kommunerna i departementet Corrèze i Frankrike.
| Insee-nummer | Postnummer | Kommun                          |
| ------------ | ---------- | ------------------------------- |
| 19001        | 19260      | Affieux                         |
| 19002        | 19200      | Aix                             |
| 19003        | 19190      | Albignac                        |
| 19004        | 19380      | Albussac                        |
| 19005        | 19240      | Allassac                        |
| 19006        | 19200      | Alleyrat                        |
| 19007        | 19120      | Altillac                        |
| 19008        | 19250      | Ambrugeat                       |
| 19009        | 19000      | Les Angles-sur-Corrèze          |
| 19010        | 19400      | Argentat                        |
| 19011        | 19230      | Arnac-Pompadour                 |
| 19012        | 19120      | Astaillac                       |
| 19013        | 19190      | Aubazine                        |
| 19014        | 19220      | Auriac                          |
| 19015        | 19310      | Ayen                            |
| 19016        | 19800      | Bar                             |
| 19017        | 19430      | Bassignac-le-Bas                |
| 19018        | 19220      | Bassignac-le-Haut               |
| 19019        | 19120      | Beaulieu-sur-Dordogne           |
| 19020        | 19390      | Beaumont                        |
| 19021        | 19290      | Bellechassagne                  |
| 19022        | 19510      | Benayes                         |
| 19023        | 19190      | Beynat                          |
| 19024        | 19230      | Beyssac                         |
| 19025        | 19230      | Beyssenac                       |
| 19026        | 19120      | Bilhac                          |
| 19027        | 19170      | Bonnefond                       |
| 19028        | 19110      | Bort-les-Orgues                 |
| 19029        | 19500      | Branceilles                     |
| 19030        | 19310      | Brignac-la-Plaine               |
| 19031        | 19100      | Brive-la-Gaillarde              |
| 19032        | 19120      | Brivezac                        |
| 19033        | 19170      | Bugeat                          |
| 19034        | 19430      | Camps-Saint-Mathurin-Léobazel   |
| 19035        | 19350      | Chabrignac                      |
| 19036        | 19370      | Chamberet                       |
| 19037        | 19450      | Chamboulive                     |
| 19038        | 19330      | Chameyrat                       |
| 19039        | 19320      | Champagnac-la-Noaille           |
| 19040        | 19320      | Champagnac-la-Prune             |
| 19041        | 19150      | Chanac-les-Mines                |
| 19042        | 19330      | Chanteix                        |
| 19043        | 19360      | La Chapelle-aux-Brocs           |
| 19044        | 19120      | La Chapelle-aux-Saints          |
| 19045        | 19430      | La Chapelle-Saint-Géraud        |
| 19046        | 19300      | Chapelle-Spinasse               |
| 19047        | 19600      | Chartrier-Ferrière              |
| 19048        | 19190      | Le Chastang                     |
| 19049        | 19600      | Chasteaux                       |
| 19050        | 19500      | Chauffour-sur-Vell              |
| 19051        | 19390      | Chaumeil                        |
| 19052        | 19290      | Chavanac                        |
| 19053        | 19200      | Chaveroche                      |
| 19054        | 19120      | Chenailler-Mascheix             |
| 19055        | 19160      | Chirac-Bellevue                 |
| 19056        | 19320      | Clergoux                        |
| 19057        | 19500      | Collonges-la-Rouge              |
| 19058        | 19250      | Combressol                      |
| 19059        | 19350      | Concèze                         |
| 19060        | 19140      | Condat-sur-Ganaveix             |
| 19061        | 19150      | Cornil                          |
| 19062        | 19800      | Corrèze                         |
| 19063        | 19360      | Cosnac                          |
| 19064        | 19340      | Couffy-sur-Sarsonne             |
| 19065        | 19340      | Courteix                        |
| 19066        | 19520      | Cublac                          |
| 19067        | 19500      | Curemonte                       |
| 19068        | 19360      | Dampniat                        |
| 19069        | 19220      | Darazac                         |
| 19070        | 19300      | Darnets                         |
| 19071        | 19250      | Davignac                        |
| 19072        | 19270      | Donzenac                        |
| 19073        | 19300      | Égletons                        |
| 19074        | 19170      | L'Église-aux-Bois               |
| 19075        | 19150      | Espagnac                        |
| 19076        | 19140      | Espartignac                     |
| 19077        | 19600      | Estivals                        |
| 19078        | 19410      | Estivaux                        |
| 19079        | 19140      | Eyburie                         |
| 19080        | 19340      | Eygurande                       |
| 19081        | 19800      | Eyrein                          |
| 19082        | 19330      | Favars                          |
| 19083        | 19340      | Feyt                            |
| 19084        | 19380      | Forgès                          |
| 19085        | 19800      | Gimel-les-Cascades              |
| 19086        | 19430      | Goulles                         |
| 19087        | 19170      | Gourdon-Murat                   |
| 19088        | 19300      | Grandsaigne                     |
| 19089        | 19320      | Gros-Chastang                   |
| 19090        | 19320      | Gumond                          |
| 19091        | 19400      | Hautefage                       |
| 19092        | 19300      | Le Jardin                       |
| 19093        | 19500      | Jugeals-Nazareth                |
| 19094        | 19350      | Juillac                         |
| 19095        | 19170      | Lacelle                         |
| 19096        | 19150      | Ladignac-sur-Rondelles          |
| 19097        | 19320      | Lafage-sur-Sombre               |
| 19098        | 19150      | Lagarde-Enval                   |
| 19099        | 19500      | Lagleygeolle                    |
| 19100        | 19700      | Lagraulière                     |
| 19101        | 19150      | Laguenne                        |
| 19102        | 19160      | Lamazière-Basse                 |
| 19103        | 19340      | Lamazière-Haute                 |
| 19104        | 19510      | Lamongerie                      |
| 19105        | 19190      | Lanteuil                        |
| 19106        | 19550      | Lapleau                         |
| 19107        | 19600      | Larche                          |
| 19108        | 19340      | Laroche-près-Feyt               |
| 19109        | 19130      | Lascaux                         |
| 19110        | 19160      | Latronche                       |
| 19111        | 19550      | Laval-sur-Luzège                |
| 19112        | 19170      | Lestards                        |
| 19113        | 19160      | Liginiac                        |
| 19114        | 19200      | Lignareix                       |
| 19115        | 19500      | Ligneyrac                       |
| 19116        | 19120      | Liourdres                       |
| 19117        | 19600      | Lissac-sur-Couze                |
| 19118        | 19470      | Le Lonzac                       |
| 19119        | 19500      | Lostanges                       |
| 19120        | 19310      | Louignac                        |
| 19121        | 19210      | Lubersac                        |
| 19122        | 19470      | Madranges                       |
| 19123        | 19360      | Malemort-sur-Corrèze            |
| 19124        | 19520      | Mansac                          |
| 19125        | 19320      | Marcillac-la-Croisille          |
| 19126        | 19500      | Marcillac-la-Croze              |
| 19127        | 19150      | Marc-la-Tour                    |
| 19128        | 19200      | Margerides                      |
| 19129        | 19510      | Masseret                        |
| 19130        | 19250      | Maussac                         |
| 19131        | 19510      | Meilhards                       |
| 19132        | 19190      | Ménoire                         |
| 19133        | 19430      | Mercœur                         |
| 19134        | 19340      | Merlines                        |
| 19135        | 19200      | Mestes                          |
| 19136        | 19250      | Meymac                          |
| 19137        | 19800      | Meyrignac-l'Église              |
| 19138        | 19500      | Meyssac                         |
| 19139        | 19290      | Millevaches                     |
| 19140        | 19400      | Monceaux-sur-Dordogne           |
| 19141        | 19340      | Monestier-Merlines              |
| 19142        | 19110      | Monestier-Port-Dieu             |
| 19143        | 19300      | Montaignac-Saint-Hippolyte      |
| 19144        | 19210      | Montgibaud                      |
| 19145        | 19300      | Moustier-Ventadour              |
| 19146        | 19460      | Naves                           |
| 19147        | 19600      | Nespouls                        |
| 19148        | 19160      | Neuvic                          |
| 19149        | 19380      | Neuville                        |
| 19150        | 19500      | Noailhac                        |
| 19151        | 19600      | Noailles                        |
| 19152        | 19120      | Nonards                         |
| 19153        | 19130      | Objat                           |
| 19154        | 19410      | Orgnac-sur-Vézère               |
| 19155        | 19390      | Orliac-de-Bar                   |
| 19156        | 19190      | Palazinges                      |
| 19157        | 19160      | Palisse                         |
| 19158        | 19150      | Pandrignes                      |
| 19159        | 19300      | Péret-Bel-Air                   |
| 19160        | 19170      | Pérols-sur-Vézère               |
| 19161        | 19310      | Perpezac-le-Blanc               |
| 19162        | 19410      | Perpezac-le-Noir                |
| 19163        | 19190      | Le Pescher                      |
| 19164        | 19290      | Peyrelevade                     |
| 19165        | 19260      | Peyrissac                       |
| 19166        | 19450      | Pierrefitte                     |
| 19167        | 19200      | Confolent-Port-Dieu             |
| 19168        | 19170      | Pradines                        |
| 19169        | 19120      | Puy-d'Arnac                     |
| 19170        | 19120      | Queyssac-les-Vignes             |
| 19171        | 19430      | Reygade                         |
| 19172        | 19260      | Rilhac-Treignac                 |
| 19173        | 19220      | Rilhac-Xaintrie                 |
| 19174        | 19320      | La Roche-Canillac               |
| 19175        | 19160      | Roche-le-Peyroux                |
| 19176        | 19300      | Rosiers-d'Égletons              |
| 19177        | 19350      | Rosiers-de-Juillac              |
| 19178        | 19270      | Sadroc                          |
| 19179        | 19500      | Saillac                         |
| 19180        | 19200      | Saint-Angel                     |
| 19181        | 19390      | Saint-Augustin                  |
| 19182        | 19130      | Saint-Aulaire                   |
| 19183        | 19320      | Saint-Bazile-de-la-Roche        |
| 19184        | 19500      | Saint-Bazile-de-Meyssac         |
| 19185        | 19150      | Saint-Bonnet-Avalouze           |
| 19186        | 19380      | Saint-Bonnet-Elvert             |
| 19187        | 19130      | Saint-Bonnet-la-Rivière         |
| 19188        | 19410      | Saint-Bonnet-l'Enfantier        |
| 19189        | 19430      | Saint-Bonnet-les-Tours-de-Merle |
| 19190        | 19200      | Saint-Bonnet-près-Bort          |
| 19191        | 19600      | Saint-Cernin-de-Larche          |
| 19192        | 19380      | Saint-Chamant                   |
| 19193        | 19220      | Saint-Cirgues-la-Loutre         |
| 19194        | 19700      | Saint-Clément                   |
| 19195        | 19130      | Saint-Cyprien                   |
| 19196        | 19130      | Saint-Cyr-la-Roche              |
| 19198        | 19210      | Saint-Éloy-les-Tuileries        |
| 19199        | 19200      | Saint-Étienne-aux-Clos          |
| 19200        | 19160      | Saint-Étienne-la-Geneste        |
| 19201        | 19200      | Saint-Exupéry-les-Roches        |
| 19202        | 19270      | Sainte-Féréole                  |
| 19203        | 19490      | Sainte-Fortunade                |
| 19204        | 19200      | Saint-Fréjoux                   |
| 19205        | 19220      | Saint-Geniez-ô-Merle            |
| 19206        | 19290      | Saint-Germain-Lavolps           |
| 19207        | 19330      | Saint-Germain-les-Vergnes       |
| 19208        | 19550      | Saint-Hilaire-Foissac           |
| 19209        | 19170      | Saint-Hilaire-les-Courbes       |
| 19210        | 19160      | Saint-Hilaire-Luc               |
| 19211        | 19560      | Saint-Hilaire-Peyroux           |
| 19212        | 19400      | Saint-Hilaire-Taurieux          |
| 19213        | 19700      | Saint-Jal                       |
| 19214        | 19220      | Saint-Julien-aux-Bois           |
| 19215        | 19430      | Saint-Julien-le-Pèlerin         |
| 19216        | 19210      | Saint-Julien-le-Vendômois       |
| 19217        | 19500      | Saint-Julien-Maumont            |
| 19218        | 19110      | Saint-Julien-près-Bort          |
| 19219        | 19160      | Sainte-Marie-Lapanouze          |
| 19220        | 19150      | Saint-Martial-de-Gimel          |
| 19221        | 19400      | Saint-Martial-Entraygues        |
| 19222        | 19320      | Saint-Martin-la-Méanne          |
| 19223        | 19210      | Saint-Martin-Sepert             |
| 19225        | 19320      | Saint-Merd-de-Lapleau           |
| 19226        | 19170      | Saint-Merd-les-Oussines         |
| 19227        | 19330      | Saint-Mexant                    |
| 19228        | 19160      | Saint-Pantaléon-de-Lapleau      |
| 19229        | 19600      | Saint-Pantaléon-de-Larche       |
| 19230        | 19210      | Saint-Pardoux-Corbier           |
| 19231        | 19320      | Saint-Pardoux-la-Croisille      |
| 19232        | 19200      | Saint-Pardoux-le-Neuf           |
| 19233        | 19200      | Saint-Pardoux-le-Vieux          |
| 19234        | 19270      | Saint-Pardoux-l'Ortigier        |
| 19235        | 19150      | Saint-Paul                      |
| 19236        | 19800      | Saint-Priest-de-Gimel           |
| 19237        | 19220      | Saint-Privat                    |
| 19238        | 19290      | Saint-Rémy                      |
| 19239        | 19310      | Saint-Robert                    |
| 19240        | 19700      | Saint-Salvadour                 |
| 19241        | 19290      | Saint-Setiers                   |
| 19242        | 19130      | Saint-Solve                     |
| 19243        | 19230      | Saint-Sornin-Lavolps            |
| 19244        | 19250      | Saint-Sulpice-les-Bois          |
| 19245        | 19380      | Saint-Sylvain                   |
| 19246        | 19240      | Saint-Viance                    |
| 19247        | 19200      | Saint-Victour                   |
| 19248        | 19140      | Saint-Ybard                     |
| 19249        | 19300      | Saint-Yrieix-le-Déjalat         |
| 19250        | 19510      | Salon-la-Tour                   |
| 19251        | 19800      | Sarran                          |
| 19252        | 19110      | Sarroux                         |
| 19253        | 19310      | Segonzac                        |
| 19254        | 19230      | Ségur-le-Château                |
| 19255        | 19700      | Seilhac                         |
| 19256        | 19160      | Sérandon                        |
| 19257        | 19190      | Sérilhac                        |
| 19258        | 19220      | Servières-le-Château            |
| 19259        | 19430      | Sexcles                         |
| 19260        | 19120      | Sioniac                         |
| 19261        | 19290      | Sornac                          |
| 19262        | 19370      | Soudaine-Lavinadière            |
| 19263        | 19300      | Soudeilles                      |
| 19264        | 19550      | Soursac                         |
| 19265        | 19170      | Tarnac                          |
| 19266        | 19200      | Thalamy                         |
| 19268        | 19170      | Toy-Viam                        |
| 19269        | 19260      | Treignac                        |
| 19270        | 19230      | Troche                          |
| 19271        | 19120      | Tudeils                         |
| 19272        | 19000      | Tulle                           |
| 19273        | 19500      | Turenne                         |
| 19274        | 19270      | Ussac                           |
| 19275        | 19200      | Ussel                           |
| 19276        | 19140      | Uzerche                         |
| 19277        | 19200      | Valiergues                      |
| 19278        | 19240      | Varetz                          |
| 19279        | 19130      | Vars-sur-Roseix                 |
| 19280        | 19120      | Végennes                        |
| 19281        | 19260      | Veix                            |
| 19282        | 19360      | Venarsal                        |
| 19283        | 19200      | Veyrières                       |
| 19284        | 19170      | Viam                            |
| 19285        | 19410      | Vigeois                         |
| 19286        | 19130      | Vignols                         |
| 19287        | 19800      | Vitrac-sur-Montane              |
| 19288        | 19130      | Voutezac                        |
| 19289        | 19310      | Yssandon                        |